# Miguel Iglesias
Miguel Iglesias (Cajamarca; 11 de Junho de 1830 — Madrid; 1909) foi um político e Presidente do Peru de 31 de Agosto de 1885 a 3 de Dezembro de 1885.

## Vida
O nome original da família era de la Iglesia. Seu ancestral foi o capitão Álvaro de la Iglesia, que lutou contra os mouros na Espanha no século VIII. Lorenzo Iglesias Espinach deixou sua cidade natal, Solivella, na Catalunha, no início do século XIX para se juntar a três tios maternos que fundaram a mina de prata Chota, perto da cidade de Cajamarca, no condado de mesmo nome, no norte do Peru, em 1780. Lorenzo Iglesias Espinach tornou-se herdeiro de seus tios e subprefeito de Cajamarca; era amigo de Simón Bolívar que se hospedou com ele em Cajamarca; e foi um do grupo de colonos espanhóis dissidentes que apoiaram a independência da Espanha. Em 1820, Lorenzo Iglesias casou-se com Rosa Pino e o filho deles, Miguel, nasceu dez anos depois.
Miguel Iglesias Pino, mais tarde general e presidente, e conhecido pela posteridade como "El Pacificador" herdou de seus antepassados uma propriedade de 250 000 acres (1 000 km2), bem como lucrativas minas de prata. Seu poder na cidade de Cajamarca e arredores era de um magnata feudal e ele vinha recrutando tropas com seu próprio dinheiro - na verdade, um exército privado - desde a guerra de 1866 com a Espanha. Ele havia sido um dos oficiais superiores do Exército presentes na vitória peruana nos "Dos de mayo", recebeu o posto de Coronel e foi nomeado Prefeito de Cajamarca. Em 1874, Iglesias iniciou uma revolução contra o governo do presidente Manuel Pardo e se autoproclamou Chefe político e militar do Norte. Embora a rebelião de Iglesias tenha sido um fracasso, ele não foi levado à justiça porque ninguém em Lima se atreveu a enfrentar o poder de Iglesias em Cajamarca. Assim, Iglesias conseguiu consolidar sua posição em seu feudo do norte do Peru. Quando a guerra eclodiu em 1879, entre uma coalizão do Peru aliado com a Bolívia, variou contra o Chile, Iglesias começou a formar uma nova milícia privada.
A guerra, agora conhecida como Guerra do Pacífico, rapidamente começou a dar errado para o Peru. Na campanha de novembro de 1879, a Marinha do Peru perdeu seus dois navios de guerra mais importantes, o Independência de ferro foi afundado por uma corveta chamada Covadonga e o Huascar de ferro foi capturado pelos soldados de ferro Cochrane e Blanco Encalada, fornecidos ao Chile e Peru por estaleiros britânicos; o departamento meridional de Tarapacá foi invadido; e o exército peruano profissional foi destruído. Posteriormente, o amigo de Iglesias, Nicolás de Piérola, deu um golpe de Estado bem-sucedido, declarando-se Comandante Supremo em Chefe, e em 23 de dezembro de 1879 substituiu o Presidente Pradoque foi considerado por ter administrado mal a condução da guerra até agora. Um dos batalhões que emprestou seu apoio armado a Pierola foi "Vencedores de Cajamarca" de Iglesias e Pierola nomeou Iglesias Secretário da Guerra em seu novo governo.
Iglesias não era um político policial, mas um guerreiro corajoso. Iglesias pessoalmente se encarregou de organizar a defesa da capital peruana contra o avanço dos chilenos em janeiro de 1881. As principais linhas defensivas de Iglesias estavam no Morro Solar, uma colina ao sul de Lima. Ele tinha 5 000 homens, a maioria recrutados em Cajamarca, que haviam sido treinados e armados por ele às suas próprias custas para defender Lima. Depois que a Segunda Divisão peruana foi forçada a recuar de San Juan, a batalha por Lima concentrou-se no Morro Solar. O primeiro ataque chileno à colina foi repelido, mas reforços e artilharia chilenos foram então trazidos. Iglesias se viu cercado e em menor número por 9 000 soldados chilenos e foi atacado por uma barragem fulminante. Como o exército peruano profissional já havia sido dizimado no sul, perdendo grande parte de seus equipamentos mais modernos no processo, Iglesias tinha apenas rifles primitivos, de fabricação peruana, que não tinham mira adequada e eram inferiores aos Krupps chilenos. Dos homens que defenderam o Morro Solar, apenas 280 foram feitos prisioneiros. Guillermo Billinghurst, Secretário de Estado. Esses três homens, junto com outros importantes notáveis peruanos, estavam prestes a ser fuzilados por um pelotão de fuzilamento por ordem de um sargento chileno que não acreditava em manter prisioneiros vivos. Bem a tempo, Billinghurst saiu da linha de execução e conseguiu persuadir o sargento de que seria melhor levá-los como prisioneiros ao comandante chileno, general Baquedano. Billinghurst e Iglesias foram mais tarde presidentes do Peru, em vez de cadáveres - tal é a Providência.
Após a derrota no Morro Solar, o Chile não reconheceu Pierola como presidente e o substituiu por um fantoche no palácio presidencial de Lima. Tendo escapado de volta para Cajamarca, Iglesias continuou a guerra contra o Chile no norte do Peru, enquanto o general Andrés Avelino Cáceres lutou contra os chilenos nos Andes. No Morro Solar, Iglesias havia declarado "Não vou ceder; vou lutar enquanto posso" e agora via sua missão como "procurar e derrotar o inimigo onde quer que o encontremos". Ele conquistou uma vitória sobre os chilenos em San Pablo, Cajamarca, em 13 de julho de 1882, mas logo depois, uma nova força chilena reocupou a região e executou represálias brutais. Em seguida, Iglesias se convenceu de que a guerra precisava ser encerrada para que o Peru não fosse totalmente devastado.
Iglesias foi severamente julgado por historiadores peruanos porque representou a realidade nua e crua, pois viu que a questão fundamental era se o Peru existiria como nação ou não. Iglesias viu que mais alguns anos de ocupação prolongada do Peru pelo Chile tornariam o Peru uma colônia do Chile, ao invés de uma nação soberana. Por ter visto isso com clareza, decidiu convocar um congresso dos departamentos do norte do Peru para proclamá-lo presidente de todo o país e dar-lhe autoridade para negociar com os chilenos. Com essa reivindicação à Presidência reconhecida pelo Chile, Iglesias seguiu para o pequeno balneário de Ancón, a uma curta distância de Lima, para cumprir sua dura missão de estadista. Em 23 de outubro de 1883, as Igleasias assinaram o Tratado de Ancón em nome do Peru, encerrando assim as hostilidades. O Tratado tinha quatorze cláusulas. O Peru pagou com Tarapacá como indenização de guerra, enquanto os departamentos meridionais de Arica e Tacna deveriam decidir em referendo, a ser realizado daqui a dez anos, se desejava ingressar no Chile ou permanecer no Peru.
Ao assinar o Tratado de Ancón, Miguel Iglesias esperava que seus esforços para poupar mais sofrimento ao Peru, por uma causa perdida, fossem recompensados com a gratidão popular. Levou quase dois anos para entender que a maioria dos peruanos não conseguia admirar o homem que se tornara o símbolo de sua derrota retumbante. Iglesias iniciou a restauração da biblioteca nacional saqueada pelos chilenos, mas não descobriu uma fórmula para reconstruir as instituições políticas do Peru. Incapaz de ganhar aliados por meio do uso judicioso do dinheiro por causa do estado de esgotamento do tesouro nacional, Iglesias adotou medidas cada vez mais repressivas para silenciar a oposição, e seus oponentes reagiram. Em 27 de agosto de 1884, Os guerrilheiros lançaram um ataque armado contra Lima e quase conseguiram abrir caminho para o palácio presidencial. A tenaz defesa de Iglesias repeliu os atacantes da última barricada, mas eles voltaram aos arredores de Lima pouco mais de um ano depois. Desta vez, grande parte dos cidadãos comuns de Lima decidiu juntar-se aos guerrilheiros, e Iglesias percebeu o quanto carecia de apoio popular. Decidindo evitar mais derramamento de sangue, Iglesias renunciou à presidência em dezembro de 1885, refugiou-se em um navio italiano e acabou chegando à sua propriedade de Udima, em Cajamarca. Desta vez, grande parte dos cidadãos comuns de Lima decidiu juntar-se aos guerrilheiros, e Iglesias percebeu o quanto carecia de apoio popular. Decidindo evitar mais derramamento de sangue, Iglesias renunciou à presidência em dezembro de 1885, refugiou-se em um navio italiano e acabou chegando à sua propriedade de Udima, em Cajamarca. Desta vez, grande parte dos cidadãos comuns de Lima decidiu juntar-se aos guerrilheiros, e Iglesias percebeu o quanto carecia de apoio popular. Decidindo evitar mais derramamento de sangue, Iglesias renunciou à presidência em dezembro de 1885, refugiou-se em um navio italiano e acabou chegando à sua propriedade de Udima, em Cajamarca.
Iglesias havia decidido se aposentar da vida política e se dedicar à agricultura, mas o novo governo peruano queria vê-lo fora do país e, com isso, separado da base de poder de Cajamarca, da qual Iglesias pôde repetidamente se relançar no passado. Foi insinuado que Iglesias deveria deixar o Peru, e em 1886 ele e sua esposa Maria (filha de Manuel Alonso de Posadas) foram para o exílio na Europa. Eles tomaram um séquito de criados e se socializaram por dois anos em Madrid e Paris. Em 1888, a proibição contra Iglesias foi suspensa e ele e sua esposa puderam retornar ao Peru. O presidente Cáceres reintegrou Iglesias como general com pagamento integral e enviou-lhe a notícia por meio de um mensageiro especial. No entanto, em termos gerais, o Peru permaneceu empobrecido por sua derrota na guerra e só podia dar a Iglesias uma pequena caixa de madeira gravada da nação peruana como forma de agradecimento por todas as tropas que pagou na Guerra do Pacífico.
Poucos anos depois, em 1895, o povo de Cajamarca votou em Iglesias como seu senador em uma eleição incontestada. Iglesias e sua esposa tiveram onze filhos e 1895 também foi o ano em que a filha mais nova do General, Gaudencia, se casou com um escocês chamado Edgar Fraser Luckie, que fez fortuna com a mineração de ouro na Guiana Inglesa e depois comprou a fazenda de açúcar Andahuasi perto de Sayan, norte de Lima.